# Tahnoun bin Zayed Al Nahyan
Tahnoun bin Zayed Al Nahyan (in arabo طحنون بن زايد بن خليفة آل نهيان‎?; 1857 – ottobre 1912), è stato emiro di Abu Dhabi dal 1909 al 1912.

## Biografia
Tahnoun bin Zayed nacque nel 1857 ed era figlio di Zayed I bin Khalifa Al Nahyan e Latifa bint Tahnoun Al Nahyan, figlia di Sa'id bin Tahnun Al Nahyan.
Ascese al trono alla morte del padre, nel maggio 1909. Non fu contestato da nessuno e fu molto amato dalla sua gente. Diede impulso al commercio di perle e altri prodotti nell'isola di Dalma con mercanti provenienti da Qatar, Bahrein, Bandar Lengeh e dalle città della costa del Golfo che gli pagavano diversi tributi.
Nell'ottobre del 1912 fu ucciso da suo fratello Hamdan che gli succedette.